# Ctenotus agrestis
Ctenotus agrestis este o specie de șopârle din genul Ctenotus, familia Scincidae, descrisă de William M. Wilson și Couper 1995. Conform Catalogue of Life specia Ctenotus agrestis nu are subspecii cunoscute.